# Meloe angusticollis
Meloe angusticollis là một loài bọ cánh cứng trong họ Meloidae. Loài này được Say miêu tả khoa học năm 1824.

## Hình ảnh

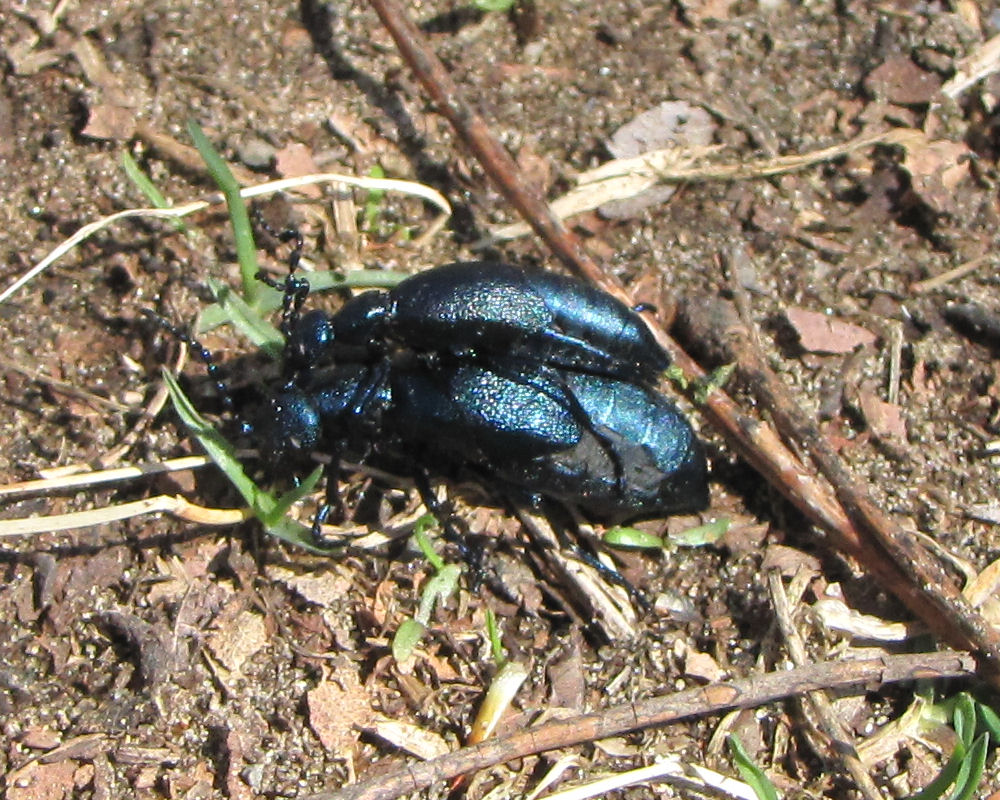